# Єліфановська
Єліфа́новська (рос. Елифановская) — присілок у складі Тарногського району Вологодської області, Росія. Входить до складу Ілезського сільського поселення.

## Населення
Населення — 13 осіб (2010; 27 у 2002).
Національний склад (станом на 2002 рік):
- росіяни — 100 %